# Górzyca
Górzyca [guˈʒɨʦa] (deutsch: Göritz (Oder)) ist ein Dorf und Sitz der Landgemeinde Górzyca im Powiat Słubicki der Woiwodschaft Lebus in Polen.

## Geographische Lage
Die Ortschaft befindet sich in der Neumark auf einer Anhöhe am rechten Ufer der Oder zwischen Frankfurt (Oder) und Küstrin. Nachbargemeinde auf dem linken Oderufer ist Reitwein.
Ein Teil des früheren Gemeindegebietes, der links der Oder liegt, wurde 1945 abgetrennt, verblieb bei Deutschland und gehört heute zu Reitwein.

## Geschichte

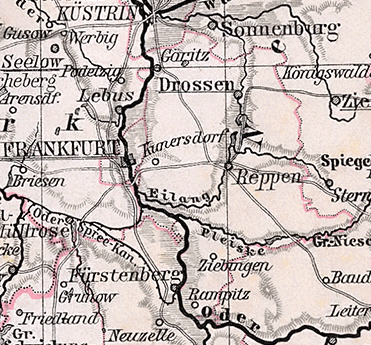
Göritz nordöstlich der Stadt Frankfurt an der Oder auf einer Landkarte von 1905

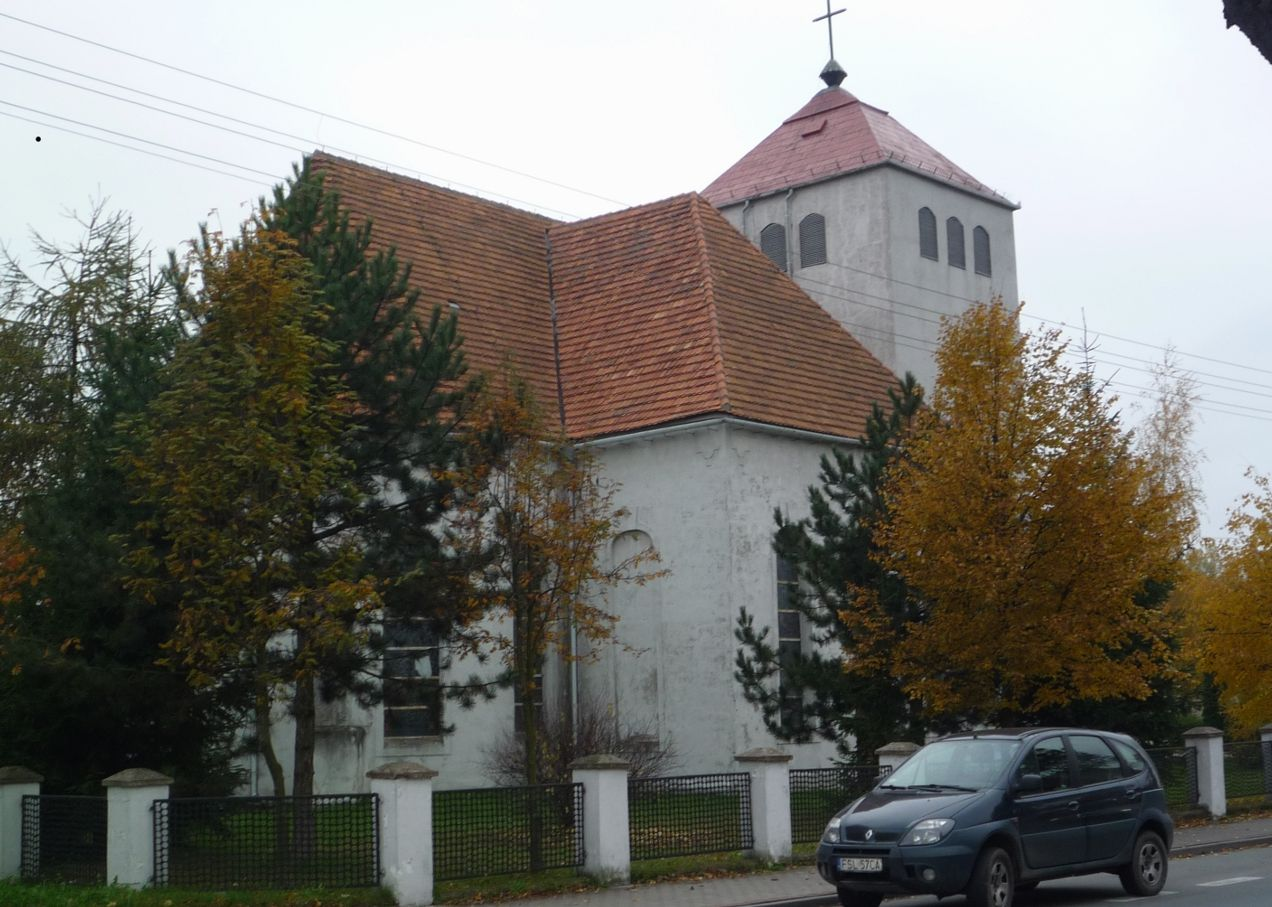
Stadtkirche, bis 1946 evangelisches Gotteshaus

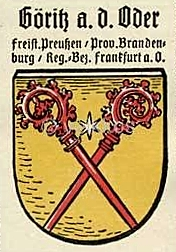
Altes Stadtwappen

### Frühgeschichte
Um 1000 v. Chr. ist die Gegend an beiden Ufern der Oder besiedelt gewesen. Die bei Ausgrabungen im Jahre 1900 gemachten bronzezeitlichen Funde waren der erste Nachweis einer besonderen Art der Lausitzer Kultur, für die die Bezeichnung Göritzer Gruppe geprägt wurde.

### Mittelalter
Bei Göritz befand sich eine frühslawische Burg, die im späten 10. Jahrhundert zerstört wurde.
Am Anfang des 14. Jahrhunderts kam Goricz als „oppidum Goricz“ in einer Urkunde der Markgrafen Waldemar und Johannes aus dem Jahr 1317 vor, in der die Orte der ecclesia Lubusana, also des Bistums Lebus, aufgezählt wurden. Damals befand sich der Ort anscheinend unter polnischer Hoheit, allerdings wurde die planmäßige Siedlung des 13. Jahrhunderts wohl mit deutschen Zuwanderern gegründet. 1252 wurde Goricz erstmals als im Besitz des (polnischen) Bistums Lebus befindlich erwähnt. Nachdem dessen bisheriger Bischofssitz im westlich der Oder gelegenen Lebus 1249 mit der vormaligen (bis 1248) polnisch-schlesischen Kastellanei Lebus an die Markgrafschaft Brandenburg gekommen war, wurde der Sitz der Lebuser Bischöfe kurz nach 1276 nach Goricz auf dem Ostufer verlegt. 1317 eignete sich Brandenburg auch den Landbesitz des Bistums Lebus an, der sich von der Oder bis an die Grenze Großpolens erstreckte. 1326 ließ Markgraf Ludwig I. von Brandenburg, das bischöfliche Schloss und den Dom in Goricz zerstören, als Vergeltungsakt gegen polnische Einfälle in die seit der 2. Hälfte des 13. Jahrhunderts im Aufbau befindliche Neumark. Dabei kam es auch zum Raub des Opferstockes der Marienkapelle. Die Oder zwischen Neiße- und Warthemündung war von 1248 bis 1317 schon einmal deutsch-polnische Grenze.
Ein angeblich „wundertätiges“ Marienbild machte den Ort ab 1342 (1410) zu einem bedeutenden Marienwallfahrtsort.
Göritz wurde 1346 in einer Urkunde letztmals als Stadt bezeichnet. Stadtbefestigungsanlagen besaß Göritz jedoch zu keiner Zeit.
1413 erfolgte die Gründung des Klerikerstiftes Unserer lieben Frau, dem das Dorf Storkow (Starków) übereignet wurde.
Nach der landesweiten Zulassung der Reformation in der Markgrafschaft Brandenburg unter Kurfürst Joachim II. 1535 wurde die Forderung nach der Beseitigung des Marienbildes laut. Angeordnet wurde sie am 15. Juni 1551 von Markgraf Johann von Küstrin. Bei der Durchführung wurde auch die Kapelle mitsamt ihres Inventars von dabei anwesenden Drossener Bürgern zerstört.

### 18. Jahrhundert
Der Ort lebte von der Landwirtschaft und hielt Viehmärkte ab. Nach der Zerstörung durch einen Brand im Jahr 1757 wurde Göritz auf neuem Grundriss neu aufgebaut. Die Kirche Unserer lieben Frau entstand 1767 an alter Stelle neu.
Am 11. August 1758 setzte Friedrich II. auf dem Wege zur Schlacht bei Kunersdorf unweit Göritz über die Oder.

### 19. Jahrhundert
Im Jahr 1808 erfolgte die Erhebung von Göritz zur Stadt, die seit 1818 dem Landkreis Sternberg und seit dessen Teilung im Jahre 1873 bis 1945 dem Landkreis Weststernberg angehörte. Das Stadtwappen war ein Bischofshut.
Mit der Fertigstellung der Eisenbahnstrecke zwischen Breslau und Stettin erhielt die Stadt 1876 einen Eisenbahnanschluss.
In der 2. Hälfte des 19. Jahrhunderts begann in Göritz der Abbau von Braunkohle.

### Seit 1945
Nach dem Zweiten Weltkrieg wurde die Stadt unter polnische Verwaltung gestellt. Es begann die Zuwanderung polnischer Bevölkerung. Die gesamte deutsche Einwohnerschaft wurde von der örtlichen polnischen Verwaltungsbehörde vertrieben; die anschließend in Górzyca umbenannte Ortschaft verlor das Stadtrecht.

### Demographie
| Jahr | Einwohner | Anmerkungen |
| ---- | --------- | --- |
| 1700 | 0~ 500 ~  | [ 8 ] |
| 1719 | 0318      | in 72 Häusern, davon nur fünf Häuser mit Ziegeldach                                                            |
| 1750 | 0680      | in 82 Häusern, davon neun mit Ziegeldach                                                                       |
| 1801 | 0986      | in 163 Häusern, davon 90 mit Ziegeldach                                                                        |
| 1802 | 0967      | [ 11 ] |
| 1810 | 1024      | [ 11 ] |
| 1816 | 0912      | davon 900 Evangelische, zwei Katholiken und zehn Juden                                                         |
| 1821 | 1299      | in 143 Häusern                                                                                                 |
| 1840 | 1821      | in 197 Häusern                                                                                                 |
| 1855 | 2154      | in 202 Häusern, meist Evangelische, darunter fünf Katholiken und 19 Juden                                      |
| 1859 | 2200      | am Jahresanfang                                                                                                |
| 1864 | 2245      | in 226 Häusern                                                                                                 |
| 1867 | 2291      | am 3. Dezember                                                                                                 |
| 1871 | 2438      | am 1. Dezember, in 264 Häusern, davon 2408 Evangelische, 14 Katholiken, vier sonstige Christen und zwölf Juden |
| 1875 | 2517      | [ 15 ] |
| 1880 | 2611      | [ 15 ] |
| 1885 | 2602      | am 1. Dezember                                                                                                 |
| 1890 | 2596      | am 1. Dezember                                                                                                 |
| 1900 | 2214      | meist evangelische Einwohner                                                                                   |
| 1910 | 2040      | am 1. Dezember                                                                                                 |
| 1933 | 2067      | [ 15 ] |
| 1939 | 1977      | [ 15 ] |

## Gemeinde
Die Landgemeinde (Gmina wiejska) Górzyca hat eine Fläche von 142,5 km² und etwa 4250 Einwohner.

## Persönlichkeiten
- Fritz Herzberg (* 1937), deutscher Landwirt, Volkskammerabgeordneter der DDR
- Dariusz Muszer (* 1959), deutsch-polnischer Schriftsteller